# (100420) 1996 EA11
(100420) 1996 EA11 es un asteroide perteneciente al cinturón de asteroides, descubierto el 12 de marzo de 1996 por el equipo del Spacewatch desde el Observatorio Nacional de Kitt Peak, Arizona, Estados Unidos.

## Designación y nombre
Designado provisionalmente como 1996 EA11.

## Características orbitales
1996 EA11 está situado a una distancia media del Sol de 2,780 ua, pudiendo alejarse hasta 2,867 ua y acercarse hasta 2,693 ua. Su excentricidad es 0,031 y la inclinación orbital 1,681 grados. Emplea 1693 días en completar una órbita alrededor del Sol.

## Características físicas
La magnitud absoluta de 1996 EA11 es 16,1. Tiene 4,163 km de diámetro y su albedo se estima en 0,034.